# Matt Wilson (drummer)
Matt Wilson (Knoxville, 27 september 1964) is een Amerikaanse jazzdrummer, -componist en orkestleider.

## Biografie
Wilson studeerde drums en percussie aan de Wichita State University en werkte in het Midden-Westen als docent en freelancer. In 1987 verhuisde hij naar Boston, waar hij in het Either/Orchestra en het Charlie Kohlhase Quartet speelde, en ten slotte in 1992 naar New York, waar hij in het downtown avant-garde circuit speelde met o.a. Dewey Redman en Cecil McBee. Daar maakt hij deel uit van het Jazz Composers Collective (o.a. Ted Nash, Ben Allison en Frank Kimbrough) en speelde hij regelmatig op hun jaarlijkse Collective Festival in de Jazz Standard Club. Hij zat ook in het Herbie Nichols Project van Allison en Kimbrough. Hij werkte ook met Billie Mays, Andrew Hill, Ray Anderson, Buster Williams, Jane Ira Bloom, Fred Hersch, Bob Bowen, Denny Zeitlin (Live at Mezzrow, 2020) en toerde met Charlie Haden en Lee Konitz.
In 1996 vormde hij zijn Matt Wilson Quartet met de saxofonisten Andrew D'Angelo (altsaxofoon, basklarinet) en Jeff Lederer (tenorsaxofoon, klarinet) en bassist Yosuke Inoue. Wilson toerde met de band Arts and Crafts, die hij in 2000 oprichtte met trompettist en bugelist Terell Stafford, organist (hammondorgel, ook piano, accordeon) Gary Versace en bassist (ook klarinet) Dennis "d big head" Irwin. Hij werkte aan een compositie op basis van gedichten van Carl Sandburg, die net als hij afkomstig is uit Illinois en wiens gedichten hij ook bij voorstellingen voordroeg.
Wilson geeft met zijn kwartet les aan Educational Workshops op scholen en universiteiten (ook voor kinderen) en werkt aan een boek over improvisatie (2008). Hij schrijft regelmatig voor Modern Drummer Magazine.
Wilson heeft verschillende albums uitgebracht bij Palmetto Records, zoals As Wave Follows Wave (1996) (met Dewey Redman en Cecil McBee, zijn debuutalbum), Going Once, Going Twice (1998), Smile (1999), Arts and Crafts (2001), Wake Up! (To whats happening) (2004), The Scenic Route (2007) en Beginning of a Memory (2016). In 2007 presenteerde hij zich op het JazzFest Berlijn. Hij speelde ook op het Newport Jazz Festival en was artist in residence op het Juneau Classic en Jazz Festival in Alaska in 2006. Hij trad ook op met David Tronzo, Mario Pavone en Tom Varner en werkte in de bands van Michael Blake, Dena DeRose en Frank Kimbrough. In 2017 presenteerde hij de productie Honey and Salt: Music Inspired by the Poetry of Carl Sandburg (Palmetto), gevolgd door Hug! (Palmetto).

## Prijzen en onderscheidingen
In 2004 werd hij genomineerd als «Drummer of the Year» door de Jazz Journalisten Vereniging en ook als «Artiest die een bredere erkenning verdient» bij de Bird Award. In 2003, 2004 en 2005 was hij «Rising Star Drummer of the Year» in de Critics Polls van DownBeat. Zijn Arts and Crafts werd in 2005 tijdens DownBeat onder de «Top accoustical groups» geplaatst. In 2004 won hij de Readers Poll bij Modern Drummer Magazine.